# タミヤ製作所
株式会社タミヤ製作所（タミヤせいさくしょ）は、奈良県田原本町に本社を置く、ガラスの二次加工メーカー、
建材一体型を含むソーラーパネルの製造メーカーである。
スパッタリングガラス（高性能熱線反射ガラス）においては1983年、日本で初めて製造ラインを導入した。（製造プラントは、ドイツのライボルト・ヘラウス社より輸入。）
2000年から太陽電池の製造をはじめている。
また、太陽電池においては通常の太陽電池のほか、2枚のガラスでセルを挟む建材一体型ソーラーパネル（BIPV)もあり、サイズや出力を自由にカスタマイズできるいわゆるオーダーメイド製作を得意とし、太陽電池セルの隙間から光を取り入れる採光型太陽電池モジュールの製造も行っている。
現在は、本社工場でスパッタリングガラス（高性能熱線反射ガラス）の製造のほか、複層ガラス（ペアガラス）、合わせガラス（防犯・防音）の製造を行い、本社より約2kmほど南東にある味間（あじま）工場にはソーラー事業部があり、建材一体型ソーラーパネル、オーダーメイド太陽電池の製造を行っている。

## 事業所
- 本社工場　奈良県磯城郡田原本町阪手693
（スパッタリングガラス（高性能熱線反射ガラス）・複層ガラス（ペアガラス）・曲げガラス・合わせガラス製造工場）
- 味間工場（ソーラー事業部）　奈良県磯城郡田原本町味間38
（建材一体型太陽電池・オーダーメイド太陽電池製造工場）
- 東京営業所　東京都千代田区神田須田町1-7